# Gaál Mózes utca
Gaal Mózes utca est une rue de Budapest, située dans le quartier de Tisztviselőtelep (8e arrondissement).